# Cercle Brugge in het seizoen 2013/14
Hieronder staan de statistieken en wedstrijden van de Belgische voetbalploeg Cercle Brugge in het seizoen 2013-2014.

## Spelerskern
| Naam              | Positie | Nationaliteit  | Rugnummer | sinds                 | Contract tot |
| ----------------- | ------- | -------------- | --------- | --------------------- | ------------ |
| Jo Coppens        | GK      | België         | 39        | 2008-heden            | 2014         |
| Thomas De Bie     | GK      | België         |           | 2014                  | 2017         |
| Joris Delle       | GK      | Frankrijk      | 18        | 2013-2014             | 2014         |
| Miguel Vandamme   | GK      | België         | 16        | 2013-heden            | 2015         |
| Olivier Werner    | GK      | België         |           | 2014                  | 2017         |
| Jasper Ameye      | V       | België         | 29        | jeugd                 | 2016         |
| Frederik Boi      | V       | België         | 12        | 2000-2011, 2013-heden | 2015         |
| Bart Buysse       | V       | België         | 4         | 2013-heden            | 2015         |
| Hans Cornelis     | V       | België         | 8         | 2009-heden            | 2015         |
| Dennes De Kegel   | V       | België         | 24        | 2014-heden            | 2016         |
| Ismaila N'Diaye   | V       | Senegal        | 20        | 2014-heden            | 2016         |
| Nuno Reis         | V       | Portugal       | 5         | 2012-2012, 2014       | 2014         |
| Stef Wils         | V       | België         | 26        | 2012-heden            | 2015         |
| Jilke Deconinck   | M       | België         | 17        | 2013-heden            | 2016         |
| Gilles Dewaele    | M       | België         | 27        | 2014                  | 2014         |
| Mathieu Maertens  | M       | België         | 33        | 2013-2014             | 2017         |
| Tim Smolders      | M       | België         | 7         | 2012-heden            | 2015         |
| Alessio Staelens  | M       | België         | 32        | jeugdspeler           | 2016         |
| Karel Van Roose   | M       | België         | 28        | 2010-heden            | 2017         |
| Thibaut Van Acker | M       | België         | 41        | 2013-heden            | 2016         |
| Arnar Vidarsson   | M       | IJsland        | 6         | 2008-heden            | 2014         |
| Gilles Dewaele    | M       | België         | 27        | 2013-heden            | 2015         |
| Stephen Buyl      | A       | België         | 40        | 2013-heden            | 2015         |
| Kristof D'haene   | A       | België         | 30        | 2010-heden            | 2015         |
| Gaël Etock        | A       | Kameroen       | 11        | 2013-heden            | 2014         |
| Junior Kabananga  | A       | Congo-Kinshasa | 89        | 2013-heden            | 2015         |
| Arne Naudts       | A       | België         | 34        | 2014-heden            | 2016         |
| Michael Uchebo    | A       | Nigeria        | 10        | 2012-heden            | 2014         |
| Ayron Verkindere  | A       | België         | 21        | 2014                  | 2016         |

### Uitgeleende spelers
- Ward Stubbe aan KM Torhout
- Thomas Goddeeris aan KM Torhout
- Joey Godee aan Go Ahead Eagles
- Niels Mestdagh aan VV Hamme
- Lukas Van Eenoo aan OH Leuven
- Papa Sene aan KFC Oosterzonen
- Koenraad Hendrickx aan Woluwe-Zaventem

## Transfers

### Transfers in het tussenseizoen (juni-augustus 2013)
IN :
- Jilke Deconinck (jeugd Club Brugge)
- Gilles Dewaele (jeugd)
- Miguel Vandamme (KSK Maldegem)
- Thibaut Van Acker (Club Brugge)
- Gaël Etock (Sporting Lissabon)
- Junior Kabananga (RSC Anderlecht)
- Gaetano Monachello (huur van AS Monaco)
- Joris Delle (huur van OGC Nice)

UIT:
- Mushaga Bakenga (Club Brugge)
- Joaquín Boghossian (Quilmes AC)
- Mitchell Braafhart
- Francis Dickoh
- Bernt Evens (gestopt)
- Kevin Janssens (Eendracht Aalst)
- Anthony Portier (Union SG)
- Rudy (Deportivo La Coruña)
- Brecht Van Der Beke (SK Deinze)
- Wang Yang (FC Wuhan Zall)
- Oleg Iachtchouk (BX Brussels)

### Transfers in de winterstop (januari 2014)
IN :
- Ismaïla N'Diaye (KV Kortrijk)[1]
- Arne Naudts (terug van uitleenbeurt aan RC Mechelen)
- Dennes De Kegel (Racing Genk)
- Nuno Reis (geleend van Sporting Lissabon)

UIT: 
- Gaetano Monachello (terug naar AS Monaco van uitleenbeurt)
- Lukas Van Eenoo (uitgeleend aan OH Leuven)
- Gregory Mertens (KSC Lokeren Oost-Vlaanderen)[2]
- Thomas Goddeeris (uitgeleend aan KM Torhout)
- Bram Verbist (Brøndby IF)

## Technische staf

### Trainersstaf
- Hoofdtrainer : Lorenzo Staelens
- Assistent-trainers : Bart Van Lancker[3] en Arnar Vidarsson
- Fysiek trainer : Wim Langenbick
- Keepertrainer : Eric Deleu
- Technisch directeur: Sven Jacques

### Sportmanagement
- Sports manager : Patrick Rotsaert
- Accounts manager: Bernt Evens

## Programma

### Oefenwedstrijden
| datum      | thuisploeg    | bezoekers     | score | doelpunten Cercle              | opmerkingen                              |
| ---------- | ------------- | ------------- | ----- | ------------------------------ | ---------------------------------------- |
| 23/06/2013 | SVV Damme     | Cercle Brugge | 0-3   | Staelens, D'Haene, Wils        |                                          |
| 26/06/2013 | FC Gullegem   | Cercle Brugge | 0-1   | D'Haene                        |                                          |
| 29/06/2013 | Cercle Brugge | RAEC Mons     | 0-3   |                                | Deze match werd gespeeld in Veldegem     |
| 03/07/2013 | FC Boshuizen  | Cercle Brugge | 2-4   | Buyl, Van Eenoo, Smolders, Boi |                                          |
| 06/07/2013 | ADO Den Haag  | Cercle Brugge | 0-1   | Van Roose                      |                                          |
| 12/07/2013 | Cercle Brugge | KV Kortrijk   | 0-0   |                                | Deze match werd gespeeld in Eernegem     |
| 14/07/2013 | Cercle Brugge | KSV Roeselare | 0-1   |                                | Deze match werd gespeeld in Lichtervelde |
| 17/07/2013 | Cercle Brugge | KVC Westerlo  | 0-1   |                                | Deze match werd gespeeld in Oudenburg    |
| 21/07/2013 | Cercle Brugge | OFI Kreta     | 1-1   | Van Eenoo                      |                                          |

### competitiewedstrijden

#### Reguliere Competitie
| speeldag | datum      | thuisploeg         | bezoekers          | score | doelpunten                                                                             | puntenaantal Cercle | opmerkingen                                                                                             |
| -------- | ---------- | ------------------ | ------------------ | ----- | -------------------------------------------------------------------------------------- | ------------------- | --- |
| 1        | 27/07/2013 | Bergen             | Cercle Brugge      | 1-1   | Sapina 1-0, Van Eenoo 1-1                                                              | 1                   | |
| 2        | 03/08/2013 | Cercle Brugge      | RSC Anderlecht     | 0-4   | Deschacht 0-1, Suarez 0-2, Bruno 0-3, 0-4                                              | 1                   | |
| 3        | 10/08/2013 | SK Lierse          | Cercle Brugge      | 1-1   | Bourabia 1-0, Etock 1-1                                                                | 2                   | |
| 4        | 17/08/2013 | Cercle Brugge      | KV Oostende        | 2-0   | Mertens 1-0, Boi 2-0                                                                   | 5                   | |
| 5        | 24/08/2013 | Racing Genk        | Cercle Brugge      | 1-0   | De Ceulaer 1-0                                                                         | 5                   | |
| 6        | 31/08/2013 | Cercle Brugge      | OH Leuven          | 1-1   | Ngolok 0-1, Etock 1-1                                                                  | 6                   | |
| 7        | 14/09/2013 | Sporting Lokeren   | Cercle Brugge      | 3-0   | Remacle 1-0, Harbaoul 2-0, 3-0                                                         | 6                   | |
| 8        | 21/09/2013 | Sporting Charleroi | Cercle Brugge      | 2-0   | Kebano 1-0, Dewaest 2-0                                                                | 6                   | |
| 9        | 29/09/2013 | Cercle Brugge      | Standaard Luik     | 0-5   | Ezekiel 0-1, Mpoku 0-2, Ciman 0-3, Mujangi-Bia 0-4, Batshuayi 0-5                      | 6                   | |
| 10       | 05/10/2013 | KV Mechelen        | Cercle Brugge      | 1-2   | Monachello 0-1, De Storme 1-1, Van Acker 1-2                                           | 9                   | |
| 11       | 19/10/2013 | Cercle Brugge      | SV Zulte Waregem   | 1-1   | Kabananga 1-0, Hazard 1-1                                                              | 10                  | |
| 12       | 25/10/2013 | AA Gent            | Cercle Brugge      | 1-1   | Uchebo 0-1, Mertens (own) 1-1                                                          | 11                  | |
| 13       | 31/10/2013 | Cercle Brugge      | Club Brugge        | 2-0   | Buyl 1-0, Kabananga 2-0                                                                | 14                  | |
| 14       | 03/11/2013 | Waasland-Beveren   | Cercle Brugge      | 0-1   | Van Acker 0-1                                                                          | 17                  | |
| 15       | 09/11/2013 | Cercle Brugge      | KV Kortrijk        | 3-1   | Smolders 1-0(pen), Uchebo 2-0, Matton 2-1, Buyl 3-1                                    | 20                  | |
| 16       | 23/11/2013 | Cercle Brugge      | SK Lierse          | 2-4   | Wamberto 0-1, Mertens 0-2 (own), Wils 1-2, Uchebo 2-2, Losada 2-3 (pen), Corstjens 2-4 | 20                  | |
| 17       | 1/12/2013  | RSC Anderlecht     | Cercle Brugge      | 2-1   | Bruno 1-0, Kabananga 1-1, Mitrovic 2-1                                                 | 20                  | |
| 18       | 7/12/2013  | KV Oostende        | Cercle Brugge      | 2-0   | Canesin 1-0, Wilmet 2-0                                                                | 20                  | |
| 19       | 14/12/2013 | Cercle Brugge      | RAEC Mons          | 2-1   | D'Haene 1-0, Smolders 2-0, Soumah 2-1                                                  | 23                  | |
| 20       | 21/12/2013 | Cercle Brugge      | Racing Genk        | 1-0   | Buysse 1-0                                                                             | 26                  | Cercle speelde deze wedstrijd in het oranje. Dit om het goede doel van dit jaar te steunen "VZW Oranje" |
| 21       | 26/12/2013 | OH Leuven          | Cercle Brugge      | 3-0   | Kostovski 1-0, Ruytinx 2-0, 3-0                                                        | 26                  | |
| 22       | 18/01/14   | Cercle Brugge      | Sporting Lokeren   | 0-3   | Vanaken 0-1, Harbaoul 0-2, 0-3                                                         | 26                  | |
| 23       | 25/01/14   | Cercle Brugge      | Sporting Charleroi | 3-0   | Cornelis 1-0, Uchebo 2-0, Buyl 3-0                                                     | 29                  | |
| 24       | 01/02/14   | Standaard Luik     | Cercle Brugge      | 4-0   | Batshuayl 1-0, Ezeklel 2-0, Batshuayl 3-0, Mpoku 4-0(pen)                              | 29                  | |
| 25       | 08/02/14   | Cercle Brugge      | Waasland Beveren   | 0-0   |                                                                                        | 30                  | |
| 26       | 15/02/14   | Zulte Waregem      | Cercle Brugge      | 2-1   | Caceres 1-0, Kabananga 1-1, D'Haene 2-1                                                | 30                  | |
| 27       | 22/02/14   | Cercle Brugge      | KV Mechelen        | 3-2   | Cordaro 0-1, De Witte 0-2(pen), Kabananga 1-2, Buyl 2-2, Naudts 3-2                    | 33                  | Cercle speelde deze wedstrijd in retroshirts met oog op het 115-jarig bestaan in april                  |
| 28       | 01/03/14   | KV Kortrijk        | Cercle Brugge      | 4-0   | Oussalah 1-0, De Smet 2-0, 3-0 (pen), Coulibaly 4-0                                    | 33                  | |
| 29       | 08/03/14   | Cercle Brugge      | AA Gent            | 1-4   | Asare 0-1, Habibou 0-2, Kabananga 1-2, Habibou 1-3, 1-4                                | 33                  | |
| 30       | 16/03/14   | Club Brugge        | Cercle Brugge      | 2-0   | Meunier 1-0, 2-0                                                                       | 33                  | |

#### Play Off 2B
| speeldag | datum      | thuisploeg         | bezoekers          | score | doelpunten                                                                          | puntenaantal Cercle | opmerkingen                                                                          |
| -------- | ---------- | ------------------ | ------------------ | ----- | ----------------------------------------------------------------------------------- | ------------------- | ------------------------------------------------------------------------------------ |
| 1        | 29/03/2014 | KV Kortrijk        | Cercle Brugge      | 4-0   | De Smet 1-0, Matton 2-0, 3-0, Capon 4-0                                             | 0                   |                                                                                      |
| 2        | 05/04/2014 | Cercle Brugge      | KV Mechelen        | 0-1   | Junker 0-1                                                                          | 0                   | In deze wedstrijd debuteerden Dennes De Kegel en Miguel Van Damme voor Cercle Brugge |
| 3        | 12/04/2014 | Cercle Brugge      | Sporting Charleroi | 2-4   | Fauré 0-1, Tainmont 0-2, Buysse 1-2, Fauré 1-3 (pen), Smolders 2-3 (pen), Fauré 2-4 | 0                   |                                                                                      |
| 4        | 19/04/2014 | Sporting Charleroi | Cercle Brugge      | 2-0   | Tainmont 1-0, 2-0                                                                   | 0                   |                                                                                      |
| 5        | 26/04/2014 | Cercle Brugge      | KV Kortrijk        | 0-4   | Chevalier 0-1, 0-2, Matton 0-3, De Smet 0-4                                         | 0                   |                                                                                      |
| 6        | 03/05/2014 | KV Mechelen        | Cercle Brugge      | 2-0   | Junker 1-0, 2-0                                                                     | 0                   |                                                                                      |

### Beker van België
| datum      | ronde            | thuisploeg       | bezoekers        | score | doelpunten                                                        | opmerkingen             |
| ---------- | ---------------- | ---------------- | ---------------- | ----- | ----------------------------------------------------------------- | ----------------------- |
| 25/09/2013 | 1/16 finale      | Wolvertem SC     | Cercle Brugge    | 0-3   | Van Eenoo 0-1, Kabananga 0-2, Staelens 0-3                        |                         |
| 04/12/2013 | 1/8 finale       | Cercle Brugge    | Standard Luik    | 1-0   | Smolders 1-0 (pen)                                                |                         |
| 18/12/2013 | 1/4 finale heen  | SV Zulte Waregem | Cercle Brugge    | 1-0   | De Fauw 1-0                                                       |                         |
| 15/01/2014 | 1/4 finale terug | Cercle Brugge    | SV Zulte Waregem | 3-2   | Naudts 1-0, Bongonda 1-1, Hazard 1-2, Staelens 2-2, Kabananga 2-3 | Cercle is uitgeschakeld |